# Maison Vielgorski
La Maison Vielgorski est un monument architectural de Saint-Pétersbourg, située à l'angle de la  Place des Arts et de la rue Italianskaïa.

## Histoire
Le premier propriétaire du site fut le colonel Lankry. La construction de la maison a commencé en 1830 ou 1831, lorsque le propriétaire était le prince Dolgorukov.
Elle rappelle le style de la maison Jaco située en face. Dans la conception originale de Rossi, au centre de la façade donnant sur la place se trouvait un passage vers la cour, de chaque côté duquel se trouvaient deux entrées principales ; plus tard, ce passage a été remplacé par un passage de la rue Italianskaya.
Au milieu du XIXème siècle, des dépendances furent aménagées dans la cour. Depuis 1993, la maison est occupée par le gymnase russe du Musée d'État russe.

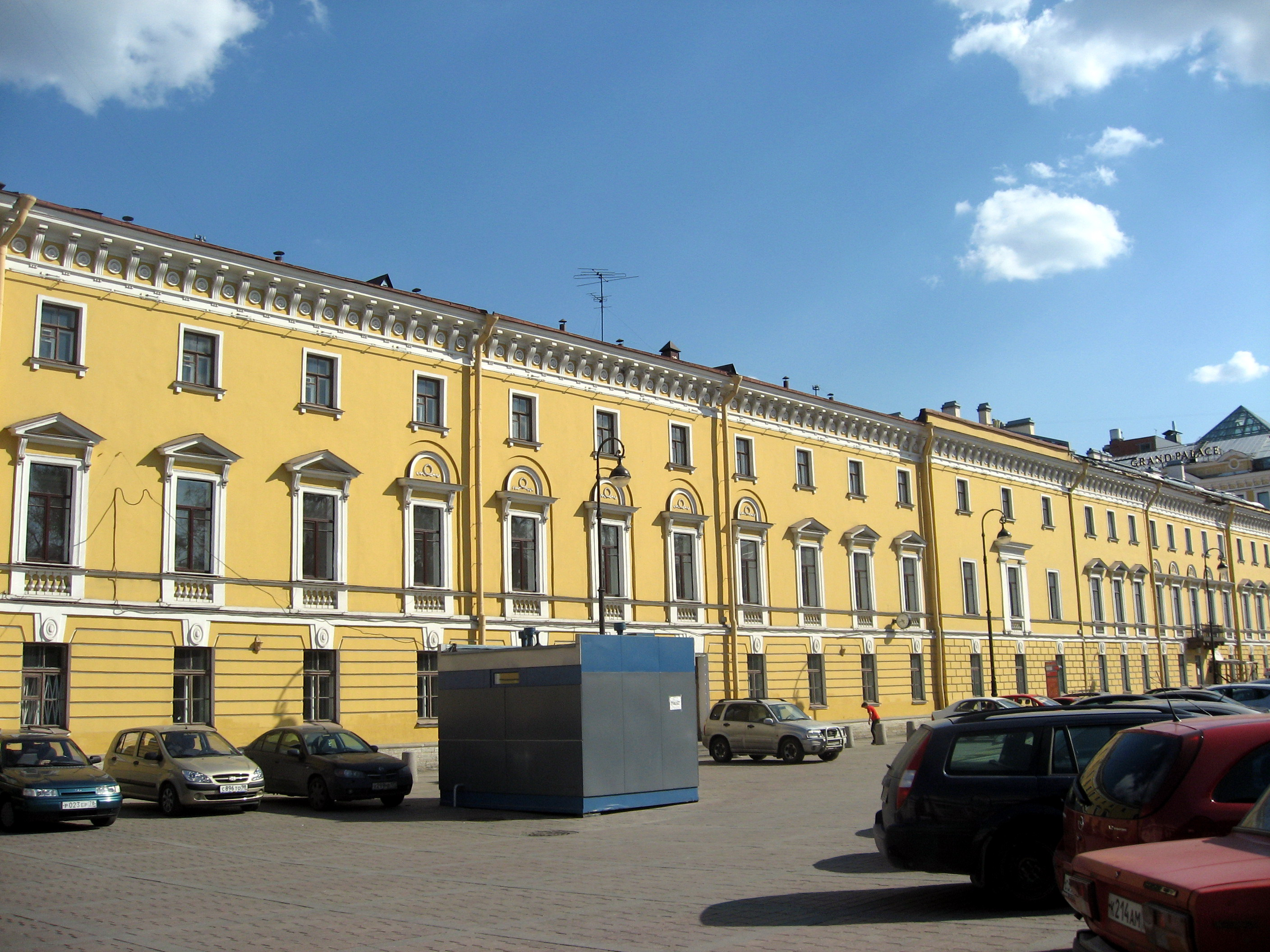
Façade de la rue Italianskaya

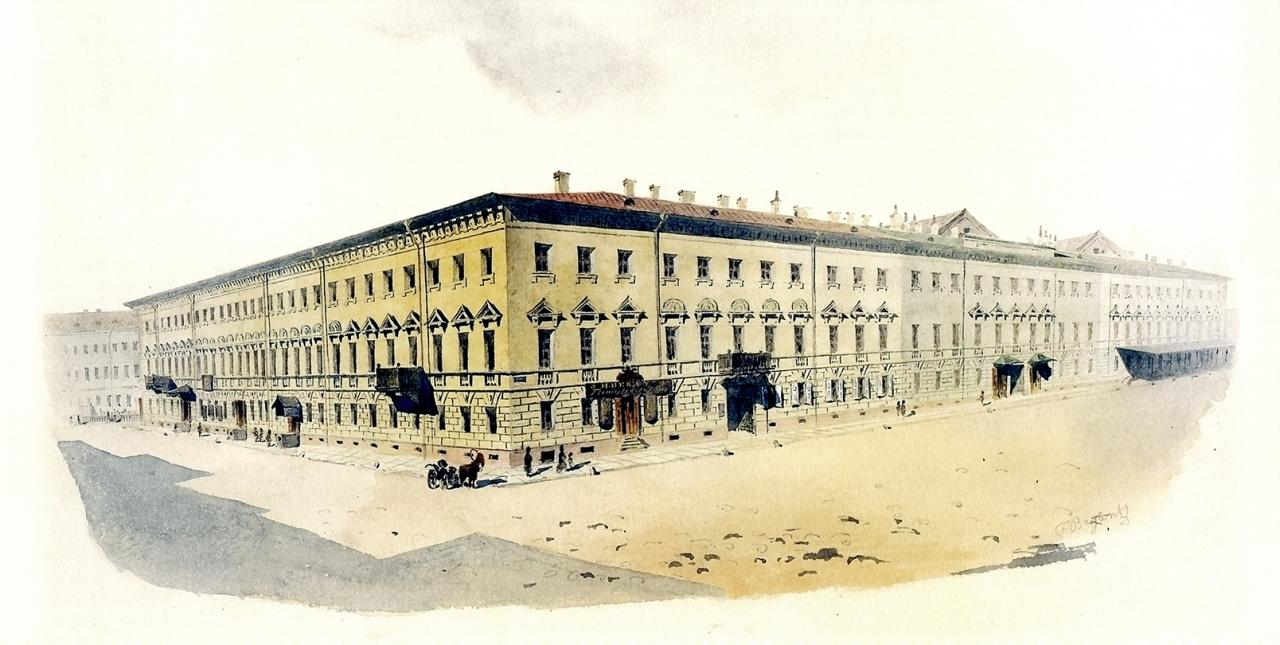
Maison de Jaco (5 Place des Arts / 4 rue Italianskaya), dont l'apparence est similaire à la Maison Vielgorski

Dans les années 1830, A. Karamzine y vivait, et, à partir de 1844, les deux étages supérieurs étaient occupés par Mikhaïl  Vielgorski. La mezzanine contenait des salons et une salle de concert donnant sur la place. Dans les années 1840, Mikhaïl Glinka participait aux soirées musicales organisées dans la maison, Nicolas Gogol, Vassili Zhukovsky, Piotr  Vyazemsky, Karl Bryullov y étaient invités, ainsi que Hector Berlioz, Franz Liszt et Robert Schumann. Dans les années 1850, Alexis Tolstoï vivait dans la maison.
En 1896, la maison abritait la rédaction du magazine Fashion Bulletin, en 1910 le conseil d'administration de la Société des usines Poutilov et depuis 1965 l'école maternelle n°1 du district de Dzerzhinsky.